# Alexandre Adandé
Alexandre Sènou Adandé (* 7. Mai 1912, nach anderen Angaben 12. März 1913, in Porto-Novo, Kolonie Dahomey; † 8. April 1993 in Cotonou, Benin) war ein Politiker der Republik Dahomey, der mehrmals Minister war.

## Leben
Alexandre Adandé absolvierte ein Studium und war zwischen 1936 und 1960 Leiter der Abteilung für Ethnographie des Institute Fondamental d’Afrique Noire, das 1957 Teil der neugegründeten Universität Dakar wurde. Während dieser Zeit war er zwischen 1946 und 1947 Mitarbeiter am Ethnologischen Institut (Institut d’Ethnologie) der Universität von Paris sowie zugleich der École du Louvre. Im Januar 1957 wurde er Generalsekretär der von Léopold Sédar Senghor gegründeten Partei Convention Africaine (CAf) und bekleidete diese Funktion bis zur Auflösung der Partei im März 1958. Nach der Autonomie der bisherigen Kolonie Französisch-Dahomey am 4. Dezember 1958 wurde er in der Provisorischen Regierung von Sourou-Migan Apithy Landwirtschaftsminister und war im Anschluss von 1959 bis 1963 Delegierter bei der Ernährungs- und Landwirtschaftsorganisation der Vereinten Nationen (FAO).
1960 wurde Abandé von Hubert Maga, der seit dem 1. August 1960 erster Präsident der nunmehr unabhängigen Republik Dahomey war, als Finanzminister in dessen Regierung berufen. Im Rahmen einer Regierungsumbildung bekleidete er im Anschluss von 1962 bis 1963 das Amt als Minister für ländliche Entwicklung. Später war er Justizminister in der Regierung von Sourou-Migan Apithy, der vom 25. Januar 1964 und bis zu dessen Sturz durch Christophe Soglo am 27. November 1965 Präsident war. 1967 wurde er Leitender Landwirtschaftsberater und Repräsentant der Republik Dahomey bei der FAO.
Ihm zu Ehren wurde das 1962 gegründete Musée ethnographique Alexandre-Sénou-Adandé de Porto-Novo benannt, das auf das Gelede der Ethnie spezialisiert ist.

## Veröffentlichungen
- Maize & its Uses in Lower Dahomey, 1946
- Masks & their Significance in African Societies, 1952
- The Essential Needs of African Museums, 1954
- Les Recades des Rois du Dahomey, 1962